# Сейбин, Альберт
Альберт Брюс Сейбин (рожд. Саперштейн; англ. Albert Bruce Sabin; 26 августа 1906, Белосток, Гродненская губерния, Российская империя — 3 марта 1993, Вашингтон, США) — американский учёный-медик, вирусолог, создатель пероральной противополиомиелитной вакцины.
Член Национальной академии наук США (1951).

## Биография
Родился в Белостоке в еврейской семье; его родители Яков Саперштейн и Циля Кругман эмигрировали в США в 1921 году.
Окончил среднюю школу в Нью-Джерси. По окончании школы богатый дядя Альберта предложил оплатить расходы на образование, при условии освоения профессии дантиста (продолжит семейное дело).
Переезд в Нью-Йорк. Увлечение бестселлером американского микробиолога Поля де Крюи «Охотники за микробами» привело, вопреки наставлениям дяди, к поступлению в Школу медицины при Нью-Йоркском университете.
Сменил фамилию на Сейбин.

## Научная деятельность
1931 год — показал, что распространённые в то время тесты на коже не имеют под собой никаких оснований.
Основные открытия осуществились благодаря многолетнему сотрудничеству с Университетом и Исследовательским центром детского госпиталя Цинциннати (1939-69).
Сначала отверг общепринятую теорию про передачу полиомиелита воздушно-капельным путём. Доказал её кишечную этиологию. Далее сумел получить ослабленные формы вируса, способные вызвать продолжительный иммунитет.
1957 год — первая пероральная противополиомиелитная вакцина успешно прошла испытания в СССР, Чили, Голландии, Японии, Мексике и Швеции. Через три года было получено разрешение на распространение в США.
Не стал патентовать свои вакцинные штаммы, а просто передал их Всемирной организации здравоохранения, презрев возможность заработать миллиарды долларов. Благодаря этому даже самые бедные страны смогли производить вакцину при минимальных затратах. С начала 1960-х годов вакцина Сейбина стала спасать миллионы детей во всем мире.

## Награды и признание
- 1941 — E. Mead Johnson Award[англ.]
- 1956 — Премия Ховарда Тейлора Риккетса[нем.]
- 1958 — Введён в Polio Hall of Fame[англ.]
- 1962 — Премия Роберта Коха
- 1964 — Премия Фельтринелли
- 1964 — Баварский орден «За заслуги»[2]
- 1965 — Премия Ласкера — Дебейки за клинические медицинские исследования
- 1970 — Национальная научная медаль США
- 1974 — John Howland Award[англ.]
- 1986 — Президентская медаль Свободы
- 26 августа 1986 — Орден Дружбы народов (СССР) — за заслуги в развитии и укреплении советско-американского сотрудничества в области здравоохранения и в связи с восьмидесятилетием со дня рождения[3]